# قانون إعادة تنظيم الهنود

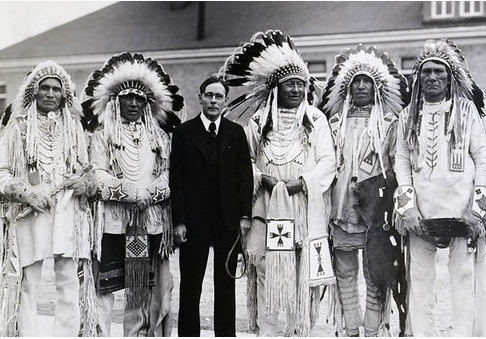
جون كولير وزعماء هنود

كان قانون إعادة تنظيم الهنود، أو قانون ويلر-هاوارد، الذي أُقر في 18 يونيو من عام 1934، تشريعًا فيدراليًا أمريكيًا تطرق إلى أوضاع الأمريكيين الأصليين في الولايات المتحدة. كان القانون محور ما سُمي عادة ب «الصفقة الجديدة الهندية». كان الهدف الرئيسي من القانون تغيير الهدف التقليدي في الاستيعاب الثقافي للأمريكيين الأصليين ضمن المجتمع الأمريكي وتقوية وتشجيع وتأبيد القبائل وثقافاتها التاريخية الأمريكية الأصلية في الولايات المتحدة.
أعاد القانون أيضًا للهنود إدارة أصولهم -الأراضي وحقوق الثروات المعدنية- واشتمل على فقرات تهدف إلى إقامة أساس اقتصادي معقول للمقيمين في المحميات الهندية. لم ينطبق القانون على المناطق التي كانت تضم ما سيصبح لاحقًا ولايتي هاواي وألاسكا، ولم ينطبق أيضًا على ولاية أوكلاهوما التي كانت تُعتبر قد فككت محمياتها إلى حد بروز قضية ماكغيرت. إلا أنه في العام 1936، اعترف قانون لاحق بحقوق الشكان الأصليين لألاسكا وأوكلاهوما. حدد الإحصاء السكاني لعام 1930 عدد الهنود ب332 ألف هندي، و334 ألف في عام 1940، بما فيهم أولئك الذين داخل المحميات وخارجها. بلغ متوسط إنفاق الولايات المتحدة على الهنود 38 مليون دولار في أواخر العشرينيات من القرن العشرين، وانخفض ذلك الرقم إلى أدنى مستوياته في عام 1933 عند 23 مليون دولار، وبلغ 38 مليون دولار في عام 1940.
كان قانون إعادة تنظيم الهنود مبادرة الأشد أهمية التي قام بها جون كوليير، الذي كان مفوض الرئيس الأمريكي فرانكلين دي. روزفلت لمكتب الشؤون الهندية منذ عام 1933 حتى عام 1945. كان كوليير قد درس القضايا الهندية لمدة طويلة وعمل من أجل إحداث تغيير من العشرينيات من القرن العشرين، ولا سيما مع الجمعية الأمريكية للدفاع عن الهنود. وكان كوليير ينوي إلى قلب السياسات الاستيعابية التي أدت إلى ضرر كبير للثقافات الأمريكية الهندية، وإلى توفير وسائل تقيم من جديد السيادة والحكم الذاتي للهنود الأمريكيين وتقليل خسائر أراضي المحميات وبناء اقتصاد مكتف ذاتيًا. وكان كوليير على قناعة بأن الثقافة التقليدية الهندية تتفوق على الثقافة الأمريكية الحديثة، وأنها كانت جديرة بأن يقتدى بها. اعتُبرت اقتراحات كوليير مثيرة للجدل بشكل كبير، إذ كانت العديد من المصالح البارزة تجني أرباحًا من بيع الأراضي الأصلية وإدارتها. عدل الكونغرس مقترحات كوليير واحتفظ مكتب الشؤون الهندية بالإشراف على القبائل والمحميات ضمن وزارة الداخلية.
كانت فقرات الحكم الذاتي ستصبح سارية المفعول على قبيلة ما لم تصوت ضد ذلك أغلبية واضحة من الهنود المؤهلين. وعند الموافقة عليه، تتبنى قبيلة ما الدستور النموذجي الذي صاغه محامو مكتب الشؤون الهندية.

## التاريخ

### الخلفية
في الوقت الذي أُقر خلاله القانون، كانت سياسة الولايات المتحدة تتمثل في التخلص من المحميات الهندية، فقسمت الأراضي المشتركة وخصصت قطع أرض تبلغ مساحتها 160 فدانًا لأفراد الأسر، على أن تملك بشكل منفرد. قبل ذلك التخصيص، لم تكن أراضي المحميات مملوكة بالمعنى الأوروبي الأمريكي المعتاد، بل احتُفظ بها لتستفيد منها كافة القبائل الهندية. قُسمت الفوائد المشتركة بين أفراد القبيلة وفقًا للقوانين والأعراف القبلية. وبشكل عام، امتلك الهنود الأرض بصورة مشتركة. ولم يكن مسموحًا لغير الهنود بأن يمتلكوا أرضًا في المحميات، وقد حد ذلك من قيمة الأرض مقابل الدولار، نظرًا إلى أن السوق القادرة على شرائها كانت صغيرة.
بدأت عملية التخصيص مع قانون دوز لعام 1887. وبحلول عام 1934، تحولت ملكية 2\3 من الأراضي الهندية إلى ملكية خاصة تقليدية (مثلًا، كانت مملوكة وفق قانون في سيمبل Fee simple). وكانت معظم تلك الأراضي قد بيعت من قبل أصحاب الحصص الهنود، وغالبًا ما كان ذلك بسبب عدم قدرتهم على دفع الضرائب المحلية على الأراضي، التي باتوا مسؤولين عنها حديثًا. وفر قانون إعادة تنظيم الهنود آلية لاستعادة الأراضي التي كانت قد بيعت، بما في ذلك الأراضي التي كانت قد بيعت لقبائل هندية. وبموجب القانون كانوا سيخسرون الملكية الفردية.
عين الرئيس فرانكلين ديلانو روزفلت جون كوليير مفوضًا عن المكتب الهندي (يسمى اليوم مكتب الشؤون الهندية) في شهر أبريل من عام 1933. وحظي كوليير بدعم تام من رئيسه، وزير الداخلية هارولد إل. إيكس، الذي كان أيضًا خبيرًا في الشؤون الهندية.
كانت الحكومة الفيدرالية مؤتمنة أراضي القبائل الهندية. وقُدمت إلى الكونغرس دعاوي عديدة بسبب فشل الحكومة في إدارة أراض كهذه. وقد كانت هناك شكاوى ودعاوى معينة نظرًا إلى فشل الحكومة في توفير حراجة مستدامة. اشتمل قانون الدعاوى على شرط بأن تدير وزارة الداخلية موارد الغابات الهندية «استنادًا إلى مبدأ إدارة الأداء المستدام». شرح ممثل ولاية نيبراسكا إدغار هاوارد، المشارك في صياغة القانون ورئيس لجنة مجلس الشؤون الهندية، أن القانون كان يهدف إلى «ضمان إدارة دائمة وملائمة للغابات الهندية» باستخدام وسائل أداء مستدام «تضمن إنتاجية دائمة للغابات الهندية وأن تدر عوائد مستمرة على القبائل».

### التنفيذ والنتائج
أبطأ القانون عملية تخصيص الأراضي المشتركة بين القبائل لأعضاء القبائل الأفراد. ولم يُعد القانون للهنود الأراضي التي كانت قد سُجلت بشكل مسبق لأفراد، إلا أن الكثير من الأراضي في تلك الآونة كانت ما تزال غير مخصصة أو كانت مخصصة لفرد وفي الوقت نفسه كانت مؤتمنة لذلك الفرد من قبل حكومة الولايات المتحدة. ونظرًا إلى أن القانون لم يوزع الملكية الخاصة القائمة لأراضي المحميات الهندية، ترك القانون المحميات كرقعة ائتمانية فردية أو قبلية وكرسم أرض، وما تزال الأمور على هذا الحال حتى اليوم.
إلا أن القانون أتاح أيضًا شراء الولايات المتحدة هذه الأراضي وإرجاعها إلى وضعية الائتمان القبلي. وجرّاء القانون وإجراءات أخرى للحكومة والمحاكم الفيدرالية، أعيد ما يزيد عن مليوني فدان (8000 كم) إلى العديد من القبائل خلال ال20 عامًا الأولى على إقرار القانون.